# Episodi di Cardfight!! Vanguard G: NEXT
Cardfight!! Vanguard G: NEXT (カードファイト!! ヴァンガードG NEXT?, Kādofaito!! Vangādo G NEXT) è stato trasmesso originalmente in Giappone dal 2 ottobre 2016 al 1º ottobre 2017 su TV Tokyo per un totale di 52 episodi. Le sigle d'apertura sono Hello, Mr. Wonderland di Ayako Nakanomori (ep. 295-319) e →Next Generation dei Psychic Lover (ep. 320-346). Le sigle di chiusura invece sono Wing of Image delle Rummy Labyrinth (Aimi Terakawa e Haruka Kudō) (ep. 295-307), Are you ready to FIGHT di Rachel Rhodes (ep. 308-319), Pleasure Stride delle Milky Holmes (Suzuko Mimori, Izumi Kitta, Sora Tokui e Mikoi Sasaki) (ep. 320-332) e Natsu ni Nare delle Starmarie (ep. 333-346).

Il logo della serie

La storia ha luogo dopo gli avvenimenti di Stride Gate e questa volta Chrono, Shion e Tokoha devono separarsi per iscriversi in scuole superiori diverse. In seguito, ognuno di loro formerà una propria squadra per partecipare e vincere al torneo Vanguard U20 Championship.

## Lista episodi
| Nº serie  | Nº      | Titolo italiano (traduzione letterale) Giapponese 「Kanji」 - Rōmaji                                                                                                | In onda           | In onda |
| Nº serie  | Nº      | Titolo italiano (traduzione letterale) Giapponese 「Kanji」 - Rōmaji                                                                                                | Giapponese        |         |
| 99 (295)  | Turn 1  | Benvenuti alla PROSSIMA FASE!! 「Welcome to the NEXT STAGE!!」 | 2 ottobre 2016    |         |
| 100 (296) | Turn 2  | Drago in attesa di risveglio 「覚醒を待つ竜」 - Kakusei o matsu ryū                                                                                                 | 9 ottobre 2016    |         |
| 101 (297) | Turn 3  | Il rituale di Kazuma 「カズマの儀式」 - Kazuma no Richuaru | 16 ottobre 2016   |         |
| 102 (298) | Turn 4  | Il principe "Ki" di Fukuhara 「福原の『綺』公子」 - Fukuhara no "Ayaginu" kimiko                                                                                    | 23 ottobre 2016   |         |
| 103 (299) | Turn 5  | Il sorriso della regina e degli schemi 「女王と策謀の微笑み」 - Joō to sakubō no hohoemi                                                                            | 30 ottobre 2016   |         |
| 104 (300) | Turn 6  | Crossover 「クロスオーバー」 - Kurosuōbā | 6 novembre 2016   |         |
| 105 (301) | Turn 7  | Il mio futuro in fiore 「開花する私の未来」 - Kaika suru watashi no mirai                                                                                           | 13 novembre 2016  |         |
| 106 (302) | Turn 8  | Superare il mare di lacrime 「涙の海を越えて」 - Namida no umi o koete                                                                                              | 20 novembre 2016  |         |
| 107 (303) | Turn 9  | Il fiore fiorirà radialmente 「花は眩しく咲き誇る」 - Hana wa mabushiku sakihokoru                                                                                  | 27 novembre 2016  |         |
| 108 (304) | Turn 10 | Un'esistenza insuperabile 「超えられない存在」 - Koerarenai mono | 4 dicembre 2016   |         |
| 109 (305) | Turn 11 | Per me, tu sei...!! 「俺はお前の…！」 - Ore wa omae o…! | 11 dicembre 2016  |         |
| 110 (306) | Turn 12 | L'ultima opportunità 「最後のチャンス」 - Saigo no Chansu | 18 dicembre 2016  |         |
| 111 (307) | Turn 13 | Battaglia decisiva!!! Striders contro Drago Trinità!!! 「決戦!!! ストライダーズVSトリニティドラゴン!!!」 - Kessen!!! Sutoraidāzu VS Toriniti Doragon!!!             | 25 dicembre 2016  |         |
| 112 (308) | Turn 14 | Sei pronto a COMBATTERE!! 「Are you ready to FIGHT!!」 | 8 gennaio 2017    |         |
| 113 (309) | Turn 15 | Campo di battaglia!! Prima fase 「乱戦!! ファーストステージ」 - Ransen!! Fāsuto Sutēji                                                                              | 15 gennaio 2017   |         |
| 114 (310) | Turn 16 | Alba del Giappone 「ニニッポンの夜明け」 - Nippon no yoake | 22 gennaio 2017   |         |
| 115 (311) | Turn 17 | Segno di luce 「光の道標」 - Hikari no michishirube | 29 gennaio 2017   |         |
| 116 (312) | Turn 18 | Mano a mano 「漢と漢」 - Otoko to otoko | 5 febbraio 2017   |         |
| 117 (313) | Turn 19 | Grattacielo di dolore 「渇望の摩天楼」 - Katsubō no matenrō | 12 febbraio 2017  |         |
| 118 (314) | Turn 20 | Pirata incrollabile 「不屈の海賊姫」 - Fukutsu no kaizokuki | 19 febbraio 2017  |         |
| 119 (315) | Turn 21 | Magia affascinante 「魅惑の奇術」 - Miwaku no Magia | 26 febbraio 2017  |         |
| 120 (316) | Turn 22 | Minaccia strisciante 「忍び寄る脅威」 - Shinobiyoru kyōi | 5 marzo 2017      |         |
| 121 (317) | Turn 23 | Forte, violenta e bella 「強く激しく美しく」 - Tsuyoku hageshiku utsukushiku                                                                                        | 12 marzo 2017     |         |
| 122 (318) | Turn 24 | I Cavalieri giurano vittoria sulle loro spade 「騎士は剣に勝利を誓う」 - Kishi wa ken ni shōri o chikau                                                             | 19 marzo 2017     |         |
| 123 (319) | Turn 25 | Caos della fine 「終末のカオス」 - Shūmaku no Kaosu | 26 marzo 2017     |         |
| 124 (320) | Turn 26 | Ritorno del Vanguard! 「帰還の先導者」 - Kikan no Vangādo | 2 aprile 2017     |         |
| 125 (321) | Turn 27 | Chrono contro Aichi 「クロノVSアイチ」 - Kurono VS Aichi | 9 aprile 2017     |         |
| 126 (322) | Turn 28 | La prova di Ibuki 「伊吹の試練」 - Ibuki no shiren | 16 aprile 2017    |         |
| 127 (323) | Turn 29 | Diffrider 「異世界からの憑依者」 - Difuraidā | 23 aprile 2017    |         |
| 128 (324) | Turn 30 | La luce da prima 「あの日見た輝き」 - Ano hi mita kagayaki | 30 aprile 2017    |         |
| 129 (325) | Turn 31 | Fragili cose viventi 「脆弱なる生物達」 - Zeijakunaru seibutsu-tachi                                                                                                | 7 maggio 2017     |         |
| 130 (326) | Turn 32 | Sovrano Malocchio 「邪眼の支配者」 - Yokoshima me no shihai-sha | 14 maggio 2017    |         |
| 131 (327) | Turn 33 | Il potenziale degli umani 「人間の可能性」 - Ningen no kanōsei | 21 maggio 2017    |         |
| 132 (328) | Turn 34 | La riunione dei fratelli 「兄との再会」 - Ani to no saikai | 28 maggio 2017    |         |
| 133 (329) | Turn 35 | Liberazione dal destino 「運命の解放」 - Unmei no kaihō | 4 giugno 2017     |         |
| 134 (330) | Turn 36 | La scelta di Fukuhara 「福原の選択」 - Fukuhara no sentaku | 11 giugno 2017    |         |
| 135 (331) | Turn 37 | Il nostro Vanguard 「俺達のヴァンガード」 - Oretachi no Vangādo | 18 giugno 2017    |         |
| 136 (332) | Turn 38 | Oltre questo cielo 「この空の先に」 - Kono sora no saki ni | 25 giugno 2017    |         |
| 137 (333) | Turn 39 | Beacon di risveglio 「復活の狼煙」 - Fukkatsu no noroshi | 2 luglio 2017     |         |
| 138 (334) | Turn 40 | Il giuramento degli Striders 「ストライダーズの誓い」 - Sutoraidāzu no chikai                                                                                       | 9 luglio 2017     |         |
| 139 (335) | Turn 41 | Il Vanguard Club superiore di Fukuhara contro la squadra Diffrider 「福原高校ヴァンガード部VSチーム・ディフライダー」 - Fukuhara kōkō Vangādo-bu VS Chīmu Difuraidā | 16 luglio 2017    |         |
| 140 (336) | Turn 42 | Superando il decreto del cielo 「天命を超えて」 - Tenmei o koete | 23 luglio 2017    |         |
| 141 (337) | Turn 43 | Striders contro Jaime Flowers 「ストライダーズVSハイメフラワーズ」 - Sutoraidāzu VS Haime Furawāzu                                                                  | 30 luglio 2017    |         |
| 142 (338) | Turn 44 | Il calore che brucia il petto 「胸を焦がす熱さ」 - Munewokogasu atsu-sa                                                                                             | 6 agosto 2017     |         |
| 143 (339) | Turn 45 | Allenamento speciale con Kanzaki 「神崎との特訓」 - Kanzaki to no tokkun                                                                                            | 13 agosto 2017    |         |
| 144 (340) | Turn 46 | La sfida di Verno 「ベルノの挑戦」 - Beruno no chōsen | 20 agosto 2017    |         |
| 145 (341) | Turn 47 | Al limite della radianza 「輝きの果てに」 - Kagayaki no hate ni | 27 agosto 2017    |         |
| 146 (342) | Turn 48 | Drago del Risveglio 「覚醒の竜」 - Kakusei no Ryū | 3 settembre 2017  |         |
| 147 (343) | Turn 49 | Battaglia fraterna 「兄弟決戦」 - Kyōdai kessen | 10 settembre 2017 |         |
| 148 (344) | Turn 50 | Desideri affidati 「託された思い」 - Takusareta omoi | 17 settembre 2017 |         |
| 149 (345) | Turn 51 | Il potere da superare 「超える力」 - Koeru chikara | 24 settembre 2017 |         |
| 150 (346) | Turn 52 | Rimpatrio 「帰還」 - Kikan | 1º ottobre 2017   |         |

## Home video

### Giappone
Gli episodi di Cardfight!! Vanguard G: NEXT sono stati pubblicati per il mercato home video nipponico in edizione DVD dal 23 maggio al 27 giugno 2018 divisi in due box entrambi contenenti un CD con alcune character song.
| N° | Data           | Dischi | Episodi | Fonte |
| -- | -------------- | ------ | ------- | ----- |
| 1  | 23 maggio 2018 | 6      | 295-319 | [ 5 ] |
| 2  | 27 giugno 2018 | 6      | 320-344 | [ 6 ] |